# La Nany
La Nany es una comedia de situaciones chilena, versión chilena de la comedia de situaciones estadounidense The Nanny. Fue una coproducción entre el canal Mega (que exhibía también la serie original), la productora Roos Film y Sony Pictures Televisión International. Con guion y dirección de Diego Rougier, fue emitida desde 2005 hasta 2006, año en que fue sucedida por Casado con hijos, versión chilena de la sitcom estadounidense Married... with Children.

## Trama
Eliana Melina (Alejandra Herrera) es una niñera que llega a trabajar a una mansión del acomodado barrio santiaguino de La Dehesa, en Lo Barnechea, luego de ser despedida de una tienda de matrimonio en el centro comercial Flower Mall Center (parodia del centro comercial Mall Florida Center, en la comuna de La Florida). La familia para la que trabaja está formada por el viudo Max Valdivieso (Alex Zisis), sus tres hijos, Catalina (Camila López), Sofía (Vania Vilas) y Tomás (Maximiliano Valenzuela), y su correcto mayordomo Bruno (Fernando Larraín).
Loreto, o más bien la Lolo, es asistente de Max, del que está enamorada y hará todo lo posible para tratar de despedir a la Nany y Bruno. Las escenas están llenas de risas y fracasos y en alguna oportunidad Loreto y la Nany tendrán que unirse para salir de problemas (como cuando ambas quedan encerradas en un ascensor).

## Elenco
- Alejandra Herrera como Eliana Melina “La Nany“ Tapia Cárdenas.
- Alex Zisis como Maximiliano (Don Max) Valdivieso.
- Francisca Castillo como Loreto López (Lolo) de Lérida.
- Fernando Larraín como Bruno Órdenes.
- Camila López como Catalina Valdivieso.
- Maximiliano Valenzuela como Tomás Valdivieso.
- Vania Vilas como Sofía Valdivieso.
- Grimanesa Jiménez como Silvia Cárdenas.
- Nelly Meruane como Yaya Cárdenas.
- Carmen Gloria Bresky como Valeska (Val) Patricia Torres.

### Personalidades que aparecieron como actores invitados
- Liliana Ross - Madre de Max
- Teresa Hales - Marcela Fernández
- Silvia Santelices - Yolanda (Yoli) Tapia
- Andrea Molina - Conductora de TV
- Pablo Mackenna - Conductor de TV
- Luis Uribe
- Mateo Iribarren - Actor y guionista
- Rosario Zamora
- Verónica Roberts Olcay[1] - Miss Mundo Chile 2004.
- Marcela Espinoza
- Magadalena Montes - Conductora de TV
- Pablo Ausensi
- Catalina Saavedra
- Yorka Ojeda
- Alberto Zeiss
- Mónica Aguirre - Modelo
- Valentina Pollarolo - Actriz
- Catherine Mazoyer - Constanza (Cony) Cruz - Actriz
- Juan Pablo Bastidas - Actor
- Schlomit Baytelman - Actriz
- Osvaldo Lagos
- Mireya Véliz - Abuela Eloísa
- Kike Morandé - Conductor de TV
- Mauricio Flores - Humorista
- Ernesto Belloni - Humorista
- Cecilia Bolocco - Ex Miss Universo y conductora de TV
- Nicolás Larraín - Conductor de TV
- Patricia Guzmán
- Felipe Ríos - Actor
- Fernanda Smith

### Equipo de producción
Original de Peter Marc Jacobson y Fran Drescher
- Libretos: Diane Wille
- Adaptación: Luz Croxatto, Luis Ponce
- Dirección general: Diego Rougier, Marina Lande
- Producción ejecutiva: J.J. Harting, Ignacio Eyzaguirre

### Tema central
Trabajaba en una tienda en La Florida
Su novio era su jefe, pero la pateó
Ahora que hará, a dónde irá
Está sola y sin ni uno
A la elegante Santa María llegó
Pituteando maquillaje,
Pero Max la miró
Era buena, amorosa y astuta
Así se convirtió en La Nany
La vida va a cambiarles,
La Nany lo hará